# فيرا زابرجاغيفا
فيرا إيفانوفا زابرجاغيفا (بالإنجليزية: Vera Ivanovna Zaprjagaeva)‏ هي عالمة نبات.